# Sexburga

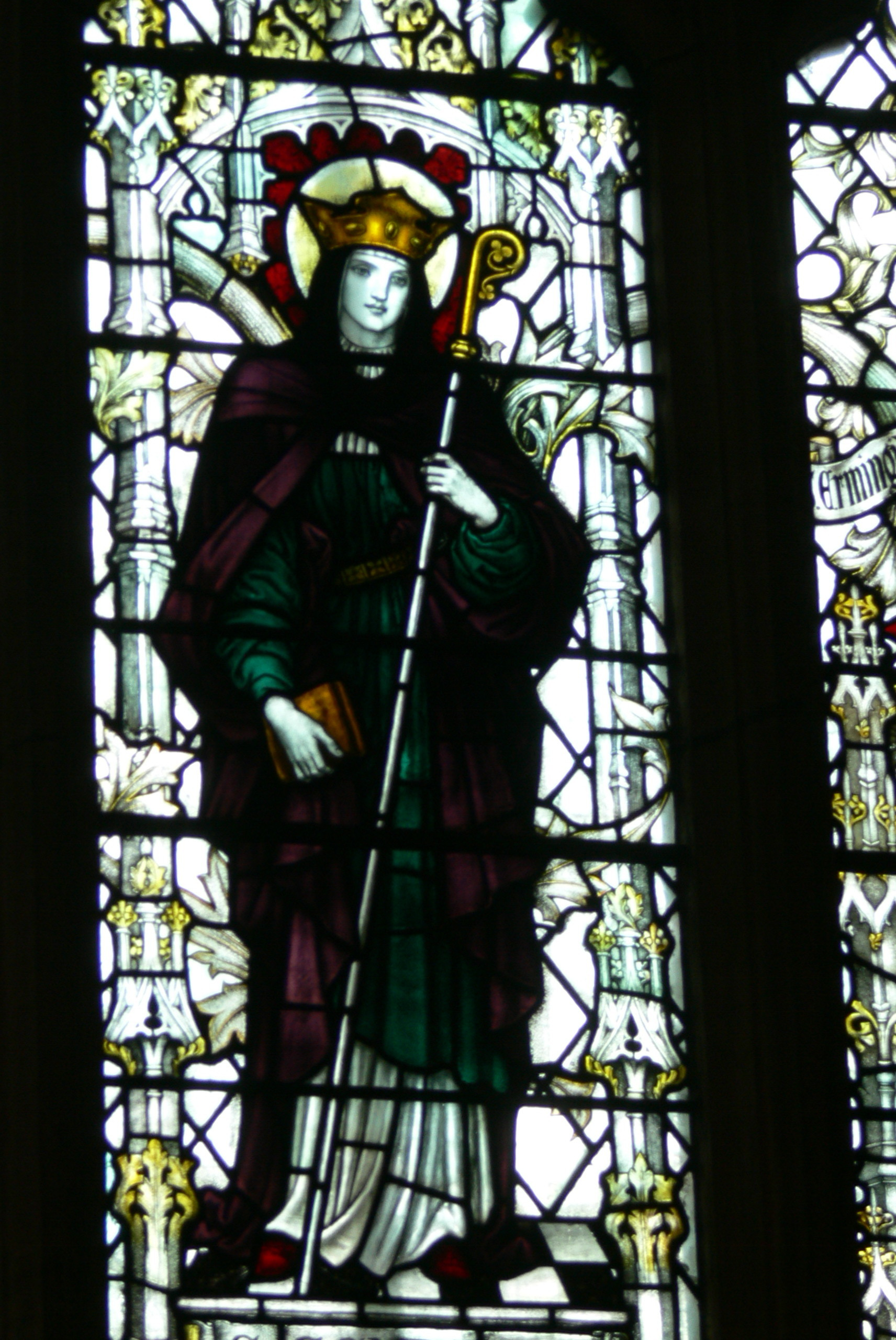
Glas-in-loodvenster van Sexburga in de Kathedraal van Chester.

Sexburga (overleden rond 700) was een Angelsaksische koningin en heilige.

## Levensloop
Sexburga was de oudste dochter van koning Anna van East Anglia uit de Wuffingen-dynastie. Tussen 640 en 645 huwde ze met koning Earconbert van Kent, op wiens regering ze veel invloed had. Het echtpaar zou vier kinderen hebben gekregen: Ecgberht, koning van Kent; Hlothhere, koning van Kent na zijn broer; Eorcengota, kloosterzuster in Faremoutiers; en Ermenhilda, echtgenote van Wulfhere, de koning van Mercia, en daarna abdis in Ely.
Na de dood van haar echtgenoot in 664 fungeerde Sexburga twee jaar als regentes voor haar minderjarige zoon Ecgberht, waarna ze abdis werd in het door haar opgerichte Benedictijnenklooster van Minster-in-Sheppey. In 675 verliet ze het klooster en verhuisde ze naar het door haar zus Ethelreda gestichte en geleidde klooster van Ely, waar ze kloosterzuster was. Na de dood van haar zus in 679 werd ze zelf abdis van het klooster. In 695 liet Sexburga het gebeente van haar zus bijzetten in een nieuwe sarcofaag van wit marmer, waarbij het lijk van Ethelreda onaangeroerd zou zijn aangetroffen. Zij wordt eveneens als heilige vereerd.
Sexburga overleed omstreeks het jaar 700 en werd bijgezet naast haar zus. Op 17 oktober 1106 werd haar lijk als reliek bijgezet in een schrijn van de Normandische kathedraal van Ely. Haar naamdag als heilige valt op 6 juli.